# Выльгорт (Удорский район)
 Выльгорт  — деревня в Удорском районе Республики Коми в составе сельского поселения Большая Пучкома.

## География
Расположена на правобережье реки Вашка на расстоянии примерно 113 км по прямой на северо-запад от районного центра села Кослан.

## История
Известна с 1608 года как деревня Виргорта с 8 дворами. В 1646 здесь было 19 дворов, из них 7 пустых, в 1678 16 жилых и 9 пустых дворов, в 1719 — 18 дворов. В 1859 в деревне (Вильгортская или Кирик, Канач) было 23 двора, 197 человек, в 1926 — 44 двора и 222 человека, в 1970 году − 165 человек, в 1989 году — 109 человек.

## Население
Постоянное население составляло 82 человека (коми 99 %) в 2002 году, 29 в 2010.